# غلولان العليا (أيل غورك)
غلولان العلیا (بالفارسية: گلولان علیا) هي قرية تقع في إيران في قسم أيل غورك الريفي (مقاطعة بوكان). يقدر عدد سكانها بـ 230 نسمة بحسب إحصاء 2016.